# 吳兆元
吳兆元（？—1644年），字公策，號復一，福建興化府莆田縣（今福建省莆田市）人，明末政治人物，萬曆癸丑進士。

## 生平
萬曆四十年（1612年）壬子科福建鄉試舉人，萬曆四十一年（1613年），聯捷癸丑科進士，授确山縣知縣，天啓四年（1624年）累官至廣東韶州府知府，七年升至廣東參政。崇禎元年（1628年），郡守卓异赐宴者四人，兆元第一。改江西參政，崇禎三年（1630年），升江西按察使。崇禎四年（1631年），改廣東右布政使、隨後任雲南左布政使，上京入觐，军民土司送者至马不得行。崇禎十二年（1639年），任雲南巡撫，召见平台，御赐銀币，因面陈机宜，奖劳有加。甲申（1644年），闯赋陷阙，兆元痛哭勤王，鞠躬尽瘁，卒于官，临殁无一语及私云。